# Blanca (televizijska serija)
Blanca je talijanska televizijska serija redatelja Jana Marija Michelinija i Giacoma Martellija, temeljena na romanima Patrizije Rinaldi s istoimenim likom. Seriju producirao studio LuxVide za televiziju Rai, koja prikazuje seriju od 22. studenoga 2021.
U Hrvatskoj serija se prikazuje na Diva kanalu od 27. veljače 2023.

## Radnja
Blanca Ferrando je mlada policijska savjetnica, specijalizirana za dekodiranje audio datoteka, koja je zaposlena kao pripravnica u policijskoj postaji u Genovi. Žena je oslijepila u dobi od dvanaest godina zbog dramatičnog požara u kojem je njezina starija sestra Beatrice izgubila život i koji je, čini se, izazvao njezin dečko Sebastiano. Ova tragedija dala joj je vrlo snažan osjećaj pravde do te mjere da ju je natjeralo da se pridruži policiji unatoč protivljenju njezina ujaka, suca.
Blanci pomažu njezini najpouzdaniji prijatelji, a to su njezin pas vodič Linnaeus, ženski američki buldog, koji je štiti i tješi u teškim vremenima, te njezina najbolja prijateljica Stella. Nakon što je prevladala radne izazove, mora se suočiti sa sentimentalnim: naći će se uključena u ljubavni trokut između dvojice muškaraca, inspektora Michelea Liguorija i mladog kuhara Nannija Busalle, oboje s prošlošću obilježenim obiteljskim dramama.

## Pregled serije
Serija se u Hrvatskoj prikazuje na kanalu DIVA od 27. veljače 2023., dok u Italiji jedna epizoda traje 100 minuta, u Hrvatskoj svaka epizoda je podijeljena u dva dijela (svaka po 50 minuta).
| Sezona | Sezona | Epizoda | Talijansko emitiranje | Talijansko emitiranje | Hrvatsko emitiranje | Hrvatsko emitiranje |
| Sezona | Sezona | Epizoda | Premijera             | Finale                | Premijera           | Finale              |
| ------ | ------ | ------- | --------------------- | --------------------- | ------------------- | ------------------- |
|        | 1.     | 6 12    | 22. studenoga 2021.   | 21. prosinca 2021.    | 27. veljače 2023.   | 15. svibnja 2023.   |
|        | 2.     | 6 12    | 5. listopada 2023.    | 9. studenoga 2023.    | 4. ožujka 2024.     | 20. svibnja 2024.   |

### Prva sezona (2021.)
| Ep. u seriji | Ep. u sezoni | Originalni naziv   | Hrvatski naziv  | Datum prikazivanja                                                            |
| ------------ | ------------ | ------------------ | --------------- | ----------------------------------------------------------------------------- |
| 1            | 1            | "Senza occhi"      | "Bez očiju"     | 22. studenoga 2021. 27. veljače 2023. (prvi dio) 6. ožujka 2023. (drugi dio)  |
| 2            | 2            | "Fantasmi"         | "Utvara"        | 29. studenoga 2021. 13. ožujka 2023. (prvi dio) 20. ožujka 2023. (drugi dio)  |
| 3            | 3            | "Io ballo da sola" | "Plešem sama"   | 6. prosinca 2021. 27. ožujka 2023. (prvi dio) 3. travnja 2023. (drugi dio)    |
| 4            | 4            | "Blu profondo"     | "Duboko plavo"  | 13. prosinca 2021. 10. travnja 2023. (prvi dio) 17. travnja 2023. (drugi dio) |
| 5            | 5            | "Macchie"          | "Ljaga"         | 20. prosinca 2021. 24. travnja 2023. (prvi dio) 1. svibnja 2023. (drugi dio)  |
| 6            | 6            | "Tornando a casa"  | "Povratak kući" | 21. prosinca 2021. 8. svibnja 2023. (prvi dio) 15. svibnja 2023. (drugi dio)  |

### Druga sezona (2023.)
| Ep. u seriji | Ep. u sezoni | Originalni naziv           | Hrvatski naziv    | Datum prikazivanja                                                             |
| ------------ | ------------ | -------------------------- | ----------------- | ------------------------------------------------------------------------------ |
| 7            | 1            | "Sotto attacco"            | "Pod napadom"     | 5. listopada 2023. 4. ožujka 2024. (prvi dio) 11. ožujka 2024. (drugi dio)     |
| 8            | 2            | "Il ladro di cani"         | "Kradljivac pasa" | 12. listopada 2021. 18. ožujka 2024. (prvi dio) 25. ožujka 2024. (drugi dio)   |
| 9            | 3            | "Angolo cieco"             | "Slijepi kut"     | 19. listopada 2021. 1. travnja 2024. (prvi dio) 8. travnja 2024. (drugi dio)   |
| 10           | 4            | "Fumo negli occhi"         | "Oči pune dima"   | 26. listopada 2021. 15. travnja 2024. (prvi dio) 22. travnja 2024. (drugi dio) |
| 11           | 5            | "Il cacciatore di bambini" | "Lovac na djecu"  | 2. studenoga 2021. 29. travnja 2024. (prvi dio) 6. svibnja 2024. (drugi dio)   |
| 12           | 6            | "La bomba"                 | "Bomba"           | 9. studenoga 2021. 13. svibnja 2024. (prvi dio) 20. svibnja 2024. (drugi dio)  |

## Glumačka postava
- Maria Chiara Giannetta kao Blanca Ferrando
- Giuseppe Zeno kao Michele Liguori
- Enzo Paci kao Mauro Bacigalupo
- Pierpaolo Spollon kao Nanni / Sebastiano Russo
- Antonio Zavatteri kao Alberto Repetto
- Gualtiero Burzi kao Nello Carità
- Federica Cacciola kao Stella
- Sara Ciocca kao Lucia Ottonello
- Ugo Dighero kao Leone Ferrando

## Produkcija
U početku za glavnu ulogi je izabrana bila glumica Giulia Michelini, koja je odbila. Maria Chiara Giannetta preuzela je njeno mjesto, nakon što je zavšila snimanje serije Dobro jutro, mama.

### Snimanje
Snimanje prve sezone provedeno je uglavnom u Liguriji, u Genovi (posebno u područjima drevnog primorskog sela Boccadasse, drevne luke, akvarija, povijesne jezgre i okruga Certosa, Castelletto, Nervi i Voltri), Camogli, Rapallo, Arenzano, Bogliasco i Cogoleto; ostale lokacije su Monte Argentario u Toskani i Formello Laciju.
Linnaeus, Blancin pas vodič, zapravo se zove Fiona, američki je buldog kojeg treniraju Carolina Basile i suradnik Maikol Camilli.
Serija, koja je imala koristi od umjetničkih savjeta Andree Bocellija, prva je na svijetu koja je u potpunosti snimljena u holofoniji, tehnici snimanja zvuka od 360 stupnjeva koja omogućuje reprodukciju na sličan način kao što je percipira ljudsko uho, popraćeno posebnim vizualnim efektima.
Glavnoj glumici je poslužila pomoć od pet slijepih učitelja, koji su joj pomogli u tumačenju njezina karaktera, a posebno u poistovjećivanju sa životom osobe bez vida. Na festivalu u Sanremu, 4. veljače 2022. sama glumica, suvoditeljica četvrte večeri, pozvala je svoje učitelje na pozornicu i opisala javnosti nježnu pripremu svoje uloge.
Serija je premijerno prikazana 6. rujna 2021. tijekom Venecijanskog filmskog festivala, dok je konferencija za medije održana 18. studenoga. Producent Luca Bernabei najavio je 8. prosinca obnovu druge sezone koja je počela sa snimanjem 21. studenoga 2022. u Rimu, Genovi i Camolji, a završila u svibnju 2023.
Druga sezona, kako je najavljeno na promociji Rai 1, bit će objavljena 5. listopada 2023. Dok se prikazivala druga sezona, redateljica i izvršna producentica Jan Maria Michelini potvrdila je da će serija imati treću sezonu.

## Distribucija
U produkciji Lux Videa i Rai Fictiona, prva sezona emitirana je u na Rai 1 od 22. studenoga do 21. prosinca 2021. Serija je također dostupna na Netflixu, gdje je svaka epizoda podijeljena u dva dijela.
Također je sinkronizirana na francuskom jeziku, a prikazana je na Francuskom televizijskom kanalu M6 od 7. siječnja 2023. i u kanadskoj regiji Quebec koja govori francuski na kanalu Addik od 9. siječnja 2023.
U Hrvatskoj serija se prikazuje na kanalu DIVA od 28. veljače 2023., gdje je svaka epizoda podijeljena u dva dijela.

## Nagrade i priznanja
- 2021. – C21 International Drama Awards[14][15]
  - DQ Craft Award
- 2022. – Nastri d'argento - Grandi serie internazionali[16]
  - Najbolja glumica u glavnoj ulozi

## Vanjske poveznice
- Službena stranica na luxvide.it (tal.)
- Službena stranica na raiplay.it (tal.)
- Blanca u internetskoj bazi filmova IMDb-a (engl.)